# Metatiron triocellatus
Metatiron triocellatus is een vlokreeftensoort uit de familie van de Synopiidae. De wetenschappelijke naam van de soort is voor het eerst geldig gepubliceerd in 1982 door Goeke.